# Décime (monnaie)
Ne doit pas être confondu avec Dicentim.

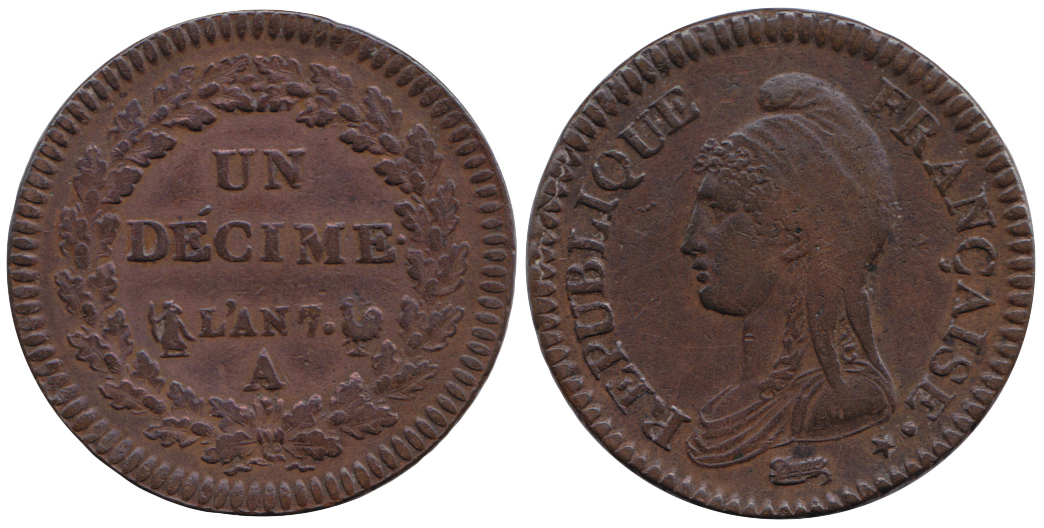
La République d'Augustin Dupré qui orne le revers des pièces en Décimes de la période révolutionnaire.

Le décime est une dénomination monétaire utilisée en France entre 1793 et 1815. Elle apparaît uniquement sur des pièces de bronze ou de métal de cloches et est l'équivalent de 10 centimes.

## Historique
Le terme est issu du système décimal, mis en place par la Convention nationale et par la loi du 18 germinal an III (7 avril 1795) établissant le franc divisé en 100 centimes. L'expérience du « décime » n'eut pas beaucoup de succès et ne perdura pas au-delà de 1815.

## Différentes frappes
Plusieurs essais de frappes sont effectués dès l'an 2 (1793-1794) par la Convention : c'est le cas pour la pièce de 5 décimes au motif « Régénération française » gravé par Augustin Dupré, module de bronze pesant 23,45 grammes et d'un diamètre de 35,50 mm qui sort des ateliers de Paris (A) pour un total de 154 278 exemplaires : cette pièce a peu circulé, il est possible que les stocks aient été finalement réquisitionnés à des fins militaires.
La première frappe courante est effective en l'an 4 et début de l'an 5 de la République : cette pièce en bronze marquée « Décime » est produite à un nombre sensiblement plus élevé, soit près de 5 millions d'exemplaires. D'un poids de 10 grammes et d'un diamètre de 28 mm, elle reprend au revers l'effigie de la République au bonnet phrygien gravée par Augustin Dupré. Cependant son accueil par la population est franchement hostile, la trouvant trop légère au rapport de sa valeur, si bien que dès l'an 5 une nouvelle pièce marquée « Un décime » est produite, cette fois-ci d'un poids de 20 grammes et d'un diamètre de 30 mm. Elle est frappée à plus de 100 millions d'exemplaires.
Suivant cette logique, une première frappe d'une pièce marquée « 2 décimes » et d'un poids de 20 grammes est effectué l'an 4 et début de l'an 5, pour un tirage d'environ 17 millions d'exemplaires. Mais à la suite de la mésaventure de la pièce d'un décime, un très grand nombre de ces pièces eurent le chiffre 2 gratté ou surfrappé du mot « un ». Il ne fut pas frappé d'autres pièces de deux décimes qui, en suivant la logique de la contrevaleur conférée au bronze par rapport à la monnaie nationale, auraient dû alors peser 40 grammes.
Après cet épisode qui eut lieu sous la Révolution et le début du Directoire, une réapparition du décime survient en 1814 et 1815. La pièce de bronze d'un décime, pesant cette fois 22 grammes, est frappée tour à tour et d'une façon conflictuelle par Napoléon Ier à la fin de l'Empire et pendant les Cent-Jours, et par Louis XVIII lors de la Première et la Deuxième Restauration. L'avers des deux monnaies est marquée UN DÉCIME, celle de Napoléon arborant un N couronné au revers pour une frappe de 540 000 exemplaires et celle de Louis XVIII un L couronné entouré de trois fleurs de lys pour un tirage de 1 207 000 exemplaires. Ces deux monnaies sont frappées exclusivement à l'atelier de Strasbourg (marque BB).
Du fait de l'absence de frappes officielles de pièces de monnaie divisionnaire en bronze entre 1816 et 1848, ces pièces eurent cours de façon officieuse (on les toléra pour les échanges quotidiens) jusqu'à la fin de la Seconde République en 1852 quand des pièces de bronze marquées Dix centimes et pesant 10 grammes sont frappées à l'effigie du Prince Louis-Napoléon, futur Napoléon III. Ce long usage explique la forte usure de presque toutes les pièces parvenues jusqu'à nos jours.